# Парк культуры имени С. М. Кирова (Ижевск)
Парк культу́ры и́мени С. М. Ки́рова — парк культуры и отдыха в городе Ижевск, Удмуртская Республика. Расположен в Октябрьском районе города.

## История
История парка начинается в сентябре 1933 года, когда в лесу около Рабочей Слободки силами работников ижевских заводов начались работы по организации парка отдыха. Проект парка был создан архитекторами А. С. Коробовым и Е. П. Беневоленским. Через несколько месяцев после начала работ весной 1934 года парк благоустроили клумбами, павильонами, беседками, киосками и танцевальными площадками. На берегу пруда были построены здания Зелёного театра и летнего ресторана. Официальное открытие парка состоялось 8 августа 1934 года при стечении большого числа жителей города. В декабре того же года парку было присвоено имя советского государственного деятеля С. М. Кирова. В 1935 году в парке появилась парашютная вышка. Там же был памятник И. В. Сталину.
В годы Великой Отечественной войны территория парка использовалась для сформирования войсковых частей, отправляющихся на фронт. В годы войны была построена металлическая ограда вокруг парка. В 1948 году для парка построили входную группу.
В 1975 году в парке был установлен обелиск «Карающий меч» в год празднования 30-летия победы в войне в честь 313-й стрелковой Петрозаводской дивизии, которая была сформирована в 1941 году в Ижевске на территории парка.
22 июля 2023 года на территории парка открылся первый в Удмуртской Республике парк динозавров «Динополис». В нём представлены 28 тематических зон и около 70 динозавров, самых ярких представителей триасового, юрского и мелового периодов. Фигуры животных выполнены реалистично, в натуральную величину. Они двигаются, издают звуки и даже «пьют» воду.

## Современное состояние
Парк Кирова является местом для пеших, велосипедных и лыжных прогулок ижевчан, летом здесь работают аттракционы, а зимой — каток. С 2010 года действует пейнтбольный клуб. На территории парка построили Ижевский зоопарк.
В 2010 году парк сильно пострадал от засухи, когда погибло 6 гектаров насаждений. Годом позже многие хвойные деревья были поражены насекомыми. Чтобы не погиб весь парк, было срублено много старых и больных деревьев, на место которых началась посадка молодых саженцев.

## Галерея

Памятник С. М. Кирову и центральная аллея парка
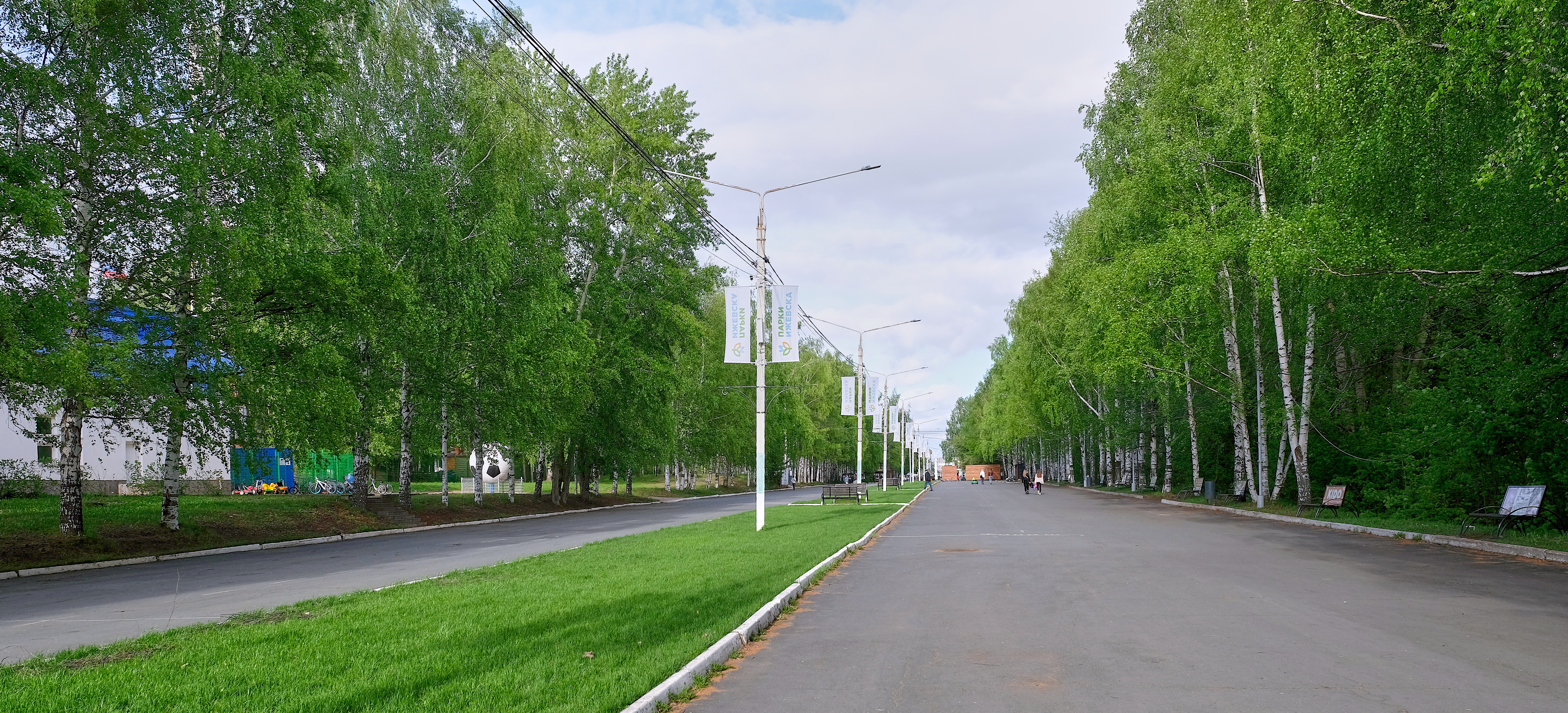
Центральная аллея
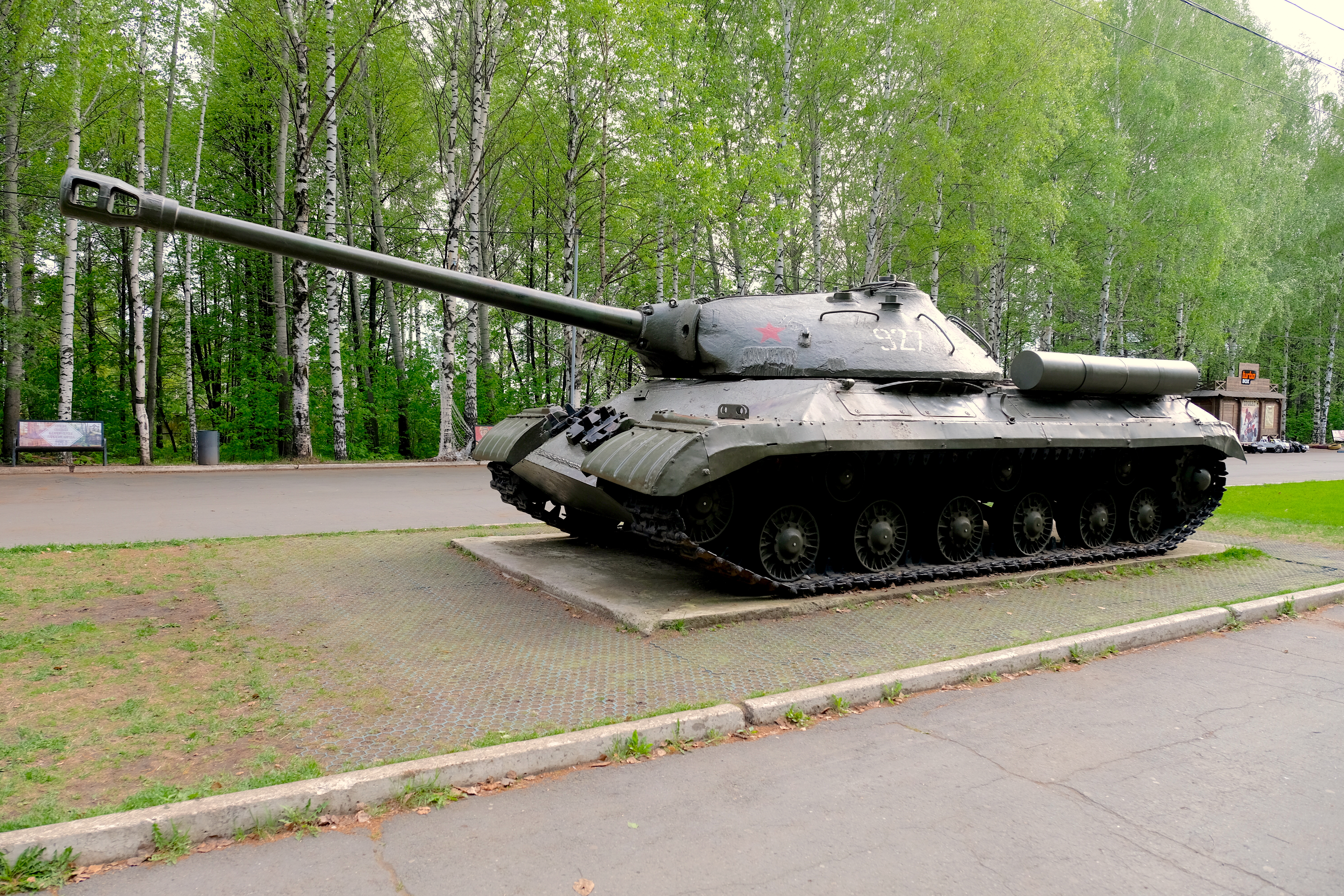
Танк ИС-3 на центральной аллее
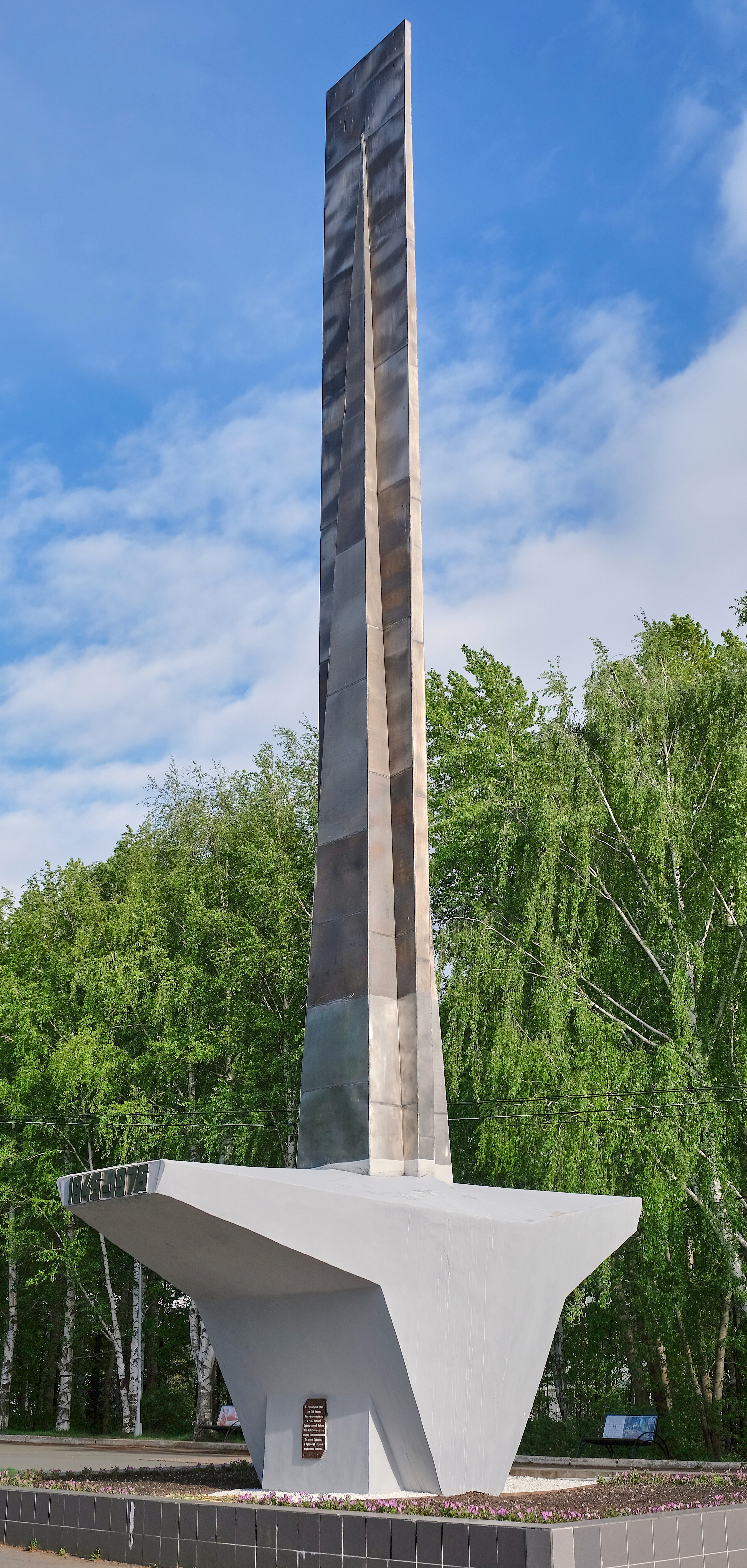
Обелиск «Карающий меч» на центральной аллее
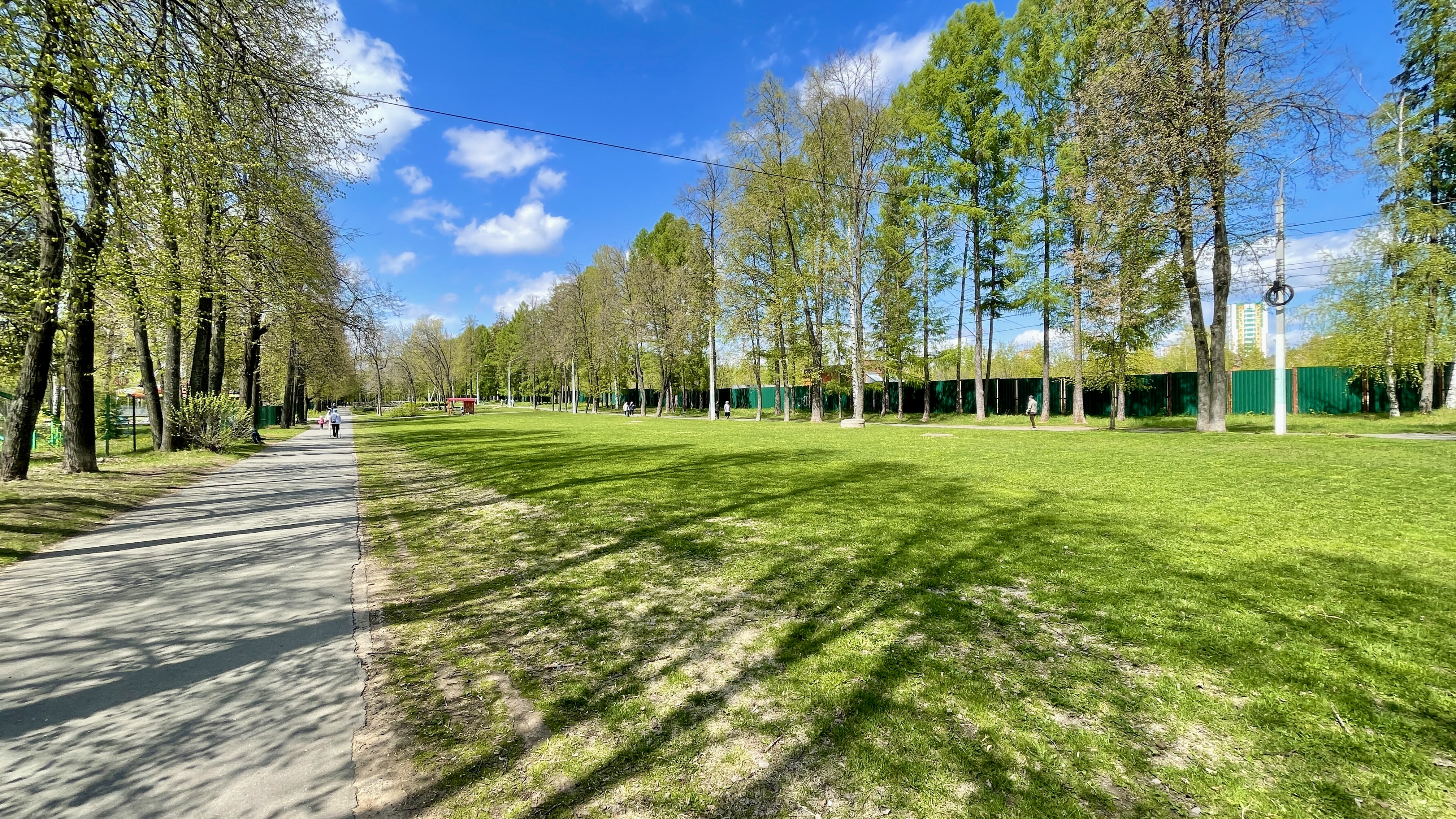
Аллея в парке
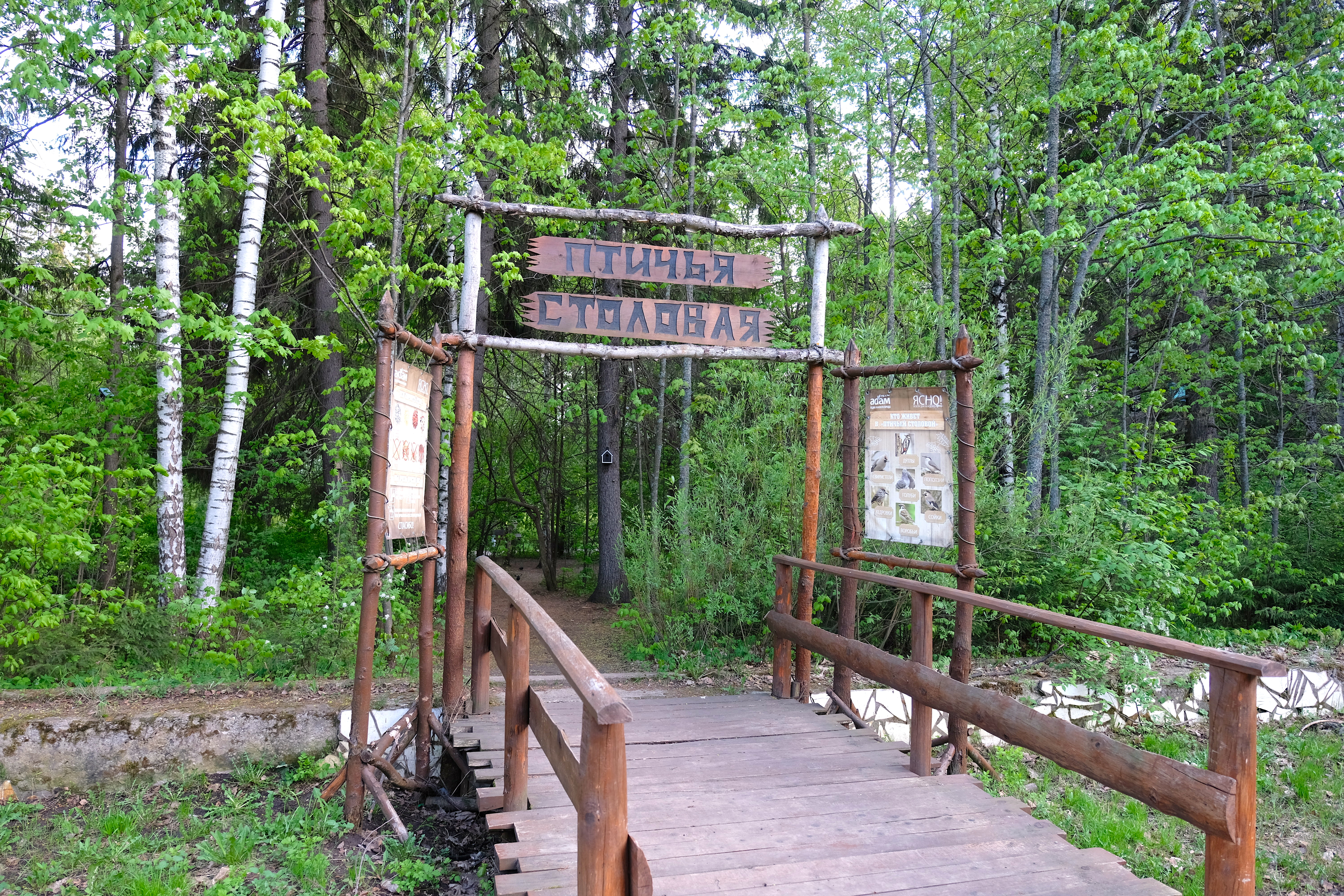
«Птичья столовая» в парке
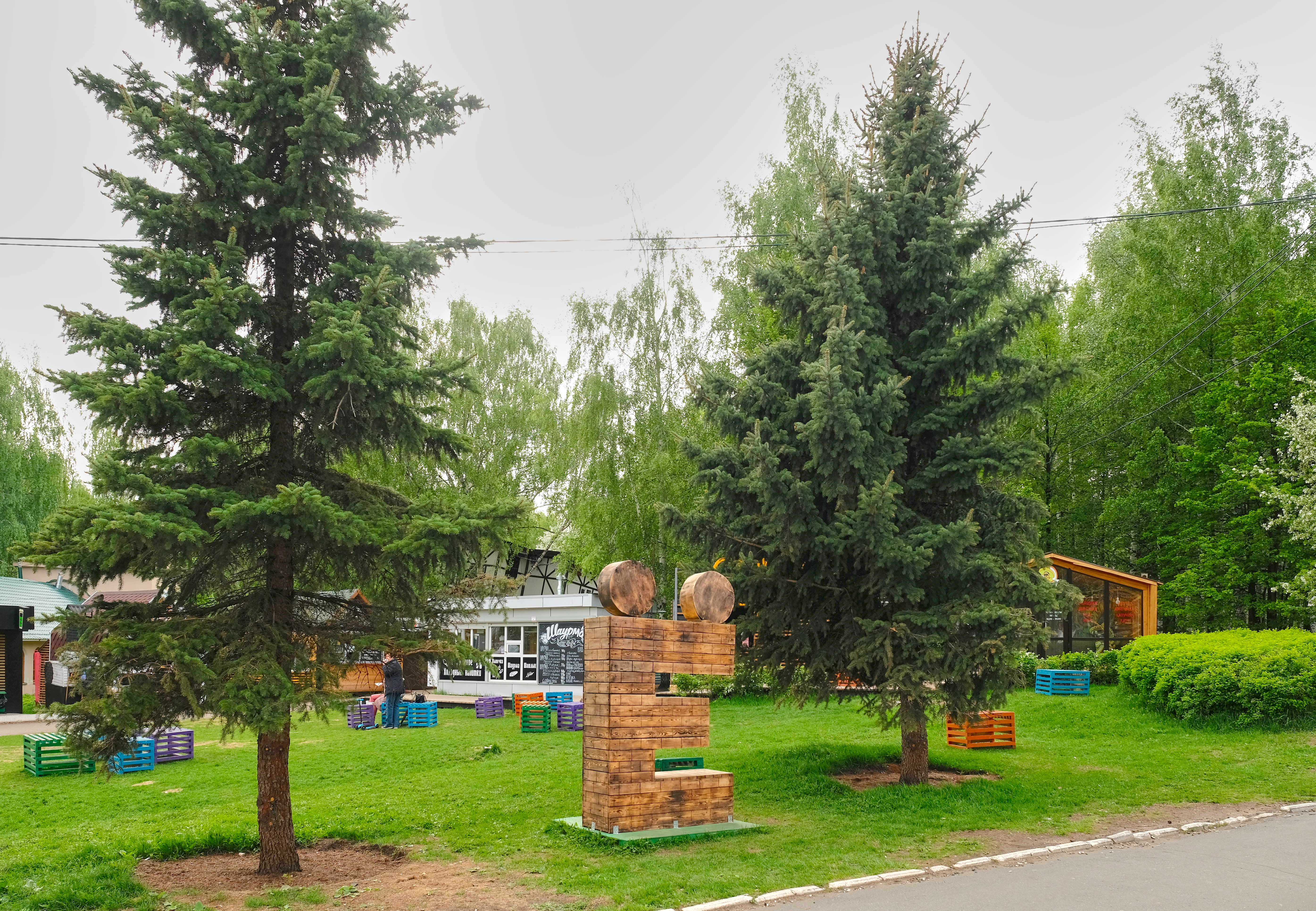
Памятник букве «Ё»